# ایر فورس وان (فیلم)
اِیر فورس وان یا نیروی هوایی یکم (به انگلیسی: Air Force One) یک فیلم اکشن و دلهره‌آور سیاسی آمریکایی محصول سال ۱۹۹۷ به کارگردانی ولفگانگ پترسن با بازی هریسون فورد است. داستان گروهی از تروریست‌ها را روایت می‌کند که ایر فورس وان را ربودند و تلاش رئیس‌جمهور برای نجات همه سرنشینان هواپیما با بازپس‌گیری هواپیمایش را نشان می‌دهد.
این فیلم باکس آفیس موفقی بود و بیشتر نقدهای مثبت منتقدان را دریافت کرد. این فیلم با فروش ۳۱۵ میلیون دلار در سراسر جهان به پنجمین فیلم پرفروش سال ۱۹۹۷ تبدیل شد. همچنین دو نامزدی جایزه اسکار برای بهترین صدا و بهترین تدوین فیلم را دریافت کرد و هر دو جایزه را به تایتانیک از دست داد.

## داستان
گروهی از تروریست‌ها هواپیمای رئیس‌جمهور ایالات متحده، و خانواده‌اش را می‌ربایند و خانواده او را گروگان می‌گیرند. اما او که سابقاً یک سرباز میدان جنگ بوده، تصمیم می‌گیرد با آن‌ها مقابله کند…

## بازخوردها
- در راتن تومیتوز، ایر فورس وان بر اساس ۶۳ بررسی، با میانگین امتیاز ۷ از ۱۰، ۷۹ درصد تاییدیه دارد.[۴]
- در متاکریتیک، این فیلم بر اساس رای ۲۵ منتقد، میانگین وزنی ۶۲ از ۱۰۰ را دارد که نشان‌دهنده «بررسی‌های عموماً مطلوب» است.[۵]
- تماشاگران شرکت‌کننده در نظرسنجی سینماسکور به فیلم نمره متوسط «A» در مقیاس A+ تا F دادند.[۶]